# Soumrak templářů
Soumrak templářů (v anglickém originále Knightfall) je americký televizní seriál stanice History. Příběhově seriálu pojednává o zániku Řádu templářů. Jeho první řada čítá celkem deset epizod a byla premiérově vysílána od prosince 2017 do února 2018.
Natáčení scén probíhalo především v Česku, místy také v chorvatském městě Dubrovník. V pražském studiu na Barrandově vznikla za pomoci kulis napodobenina středověké Paříže. Během léta 2016 došlo ve studiu k velkému požáru, při němž shořely kulisy v hodnotě přibližně 100 milionů korun.
Během vysílání první řady bylo oznámeno, že se seriál dočká druhé řady. Osm dílů řady mělo premiéru v roce 2019. V květnu 2020 byl seriál stanicí History zrušen.

## Vysílání
| Řada | Díly | Premiéra v USA   | Premiéra v USA  | Premiéra v ČR    | Premiéra v ČR |
| Řada | Díly | První díl        | Poslední díl    | První díl        | Poslední díl  |
| ---- | ---- | ---------------- | --------------- | ---------------- | ------------- |
| 1    | 10   | 6. prosince 2017 | 7. února 2018   | 8. prosince 2017 | 9. února 2018 |
| 2    | 8    | 25. března 2019  | 13. května 2019 | bude oznámeno    | bude oznámeno |